# Anne Hvides Gård
Anne Hvides Gård er en del af Svendborg Museum. Det er den ældste private bygning i Svendborg og blev opført af adelsfruen Anne Hvide til Rødkilde i 1560. Gården blev bygget som et stort byhus med tilhørende udlænger, alt sammen bindingsværk i to etager.
I 1912 overtog Svendborg Amt bygningen, og fra 1915 til 1974 husede den Svendborg Museums samling, og bygningen er fortsat en del af museet.

## Historie
Dengang var det almindeligt, at adelsslægter havde to boliger. Om sommeren boede de på landet, og om vinteren rykkede de ind til byen. Anne Hvide døde i 1577. 
Mange har stået som ejere af dette smukke hus; men især fra den første tid efter Anne Hvides død i 1577 ved man i dag ikke, hvem det har været. Geheimeråd Nils Kragh til Egeskov ejede huset omkring 1700. Efter hans død overtog hans søn, kammerjunker og etatsråd Niels Kragh ”Herregården,” som han ejede til sin død i 1740. Få år efter stod viceadmiral Jacob Rostgaard (1685-1756) som ejer af huset. Han deltog sammen med Tordenskjold i Store Nordiske Krig og var i 1717 chef for orlogsskibet ”Fyen”. Han deltog i angrebene på Elfsborg, Gøteborg og Marstrand. 
Jacob Rostgaard døde i Anne Hvides gård den 2. juni 1756, og han blev den sidste adelsmand, som kom til at bebo huset.

### Klub
I 1796 fik skipper og klubvært Christen Børgesen skøde på ejendommen. Tiden omkring 1800 var klubbernes og de dramatiske selskabers tid, og de fik til huse hos Børgesen. I de efterfølgende år samledes byens betydningsfulde mænd således her.  

### Madam Børgesen
Efter Børgesens død videreførte enken og sønnen virksomheden. Sønnens tredje kone, Dorothea, blev enke i 1837, og i 30 år førte hun stedet videre som gæstgiveri. Under navnet "Madam Børgesen" var hun den mest kendte person i Svendborg på den tid. Hun indrettede værelser for rejsende og stod for mange store arrangementer i byen, bl.a. fashionable bryllupper og kongebesøg. Hun døde i 1867 og hendes søn udlejede derefter bygningerne til forskellige formål. Teknisk Skole havde til huse her en tid, og frøknerne Poulsen holdt, ligesom frøken Ida Holst, privatskole i bygningerne.

### Adelsgården bliver til museum
Svendborg Kommune overtog gården i 1900, hvorefter den blev sæde for ligningskommissionen og kæmnerkontor. Allerede på dette tidspunkt var en del af de oprindelige bygninger revet ned. Et stykke tid var der by- og amtsbibliotek og sågar også borgmesterkontor. Efter således at have haft en noget omtumlet tilværelse, blev Anne Hvides gamle bolig i 1912 overdraget til bestyrelsen for Svendborg Amts Museum mod, at den blev gennemgribende restaureret.
I 1915 blev Anne Hvides Gård omskabt til museum og husede Svendborg Museum frem til 1974, hvor administration og personale rykkede til den nuværende placering på Viebæltegård. Museet bruger i dag gården til særudstillinger.